# Hotel Maria Victoria
L'Hotel Maria Victoria és una obra racionalista de Puigcerdà (Baixa Cerdanya) inclosa a l'Inventari del Patrimoni Arquitectònic de Catalunya.

## Descripció
Es tracta d'un edifici racionalista construït per Josep Maria Sostres al terme municipal de Puigcerdà. L'edificació fa cantonada a dos carrers, essent un d'ells el carrer Querol. Es troba molt a prop d'un fort pendent de la muntanya, que servia de protecció al solar. La capacitat de l'hotel és de 37 habitacions.
La façana principal és la del carrer Querol i consta de planta baixa i tres pisos amb alternança d'obertures verticals i horitzontals. A la primera i segona planta hi ha balcons amb barana de xapa foradada i tub. Mentre que els dos primers pisos mantenen un règim més domèstic pel que fa a les obertures, en clara consonància amb les edificacions veïnes, a la planta més alta domina la horitzontalitat.
La planta baixa queda en un pla més profund que la façana, sostinguda per tres columnes o pilars cilíndrics de ciment armat. Es crea una zona porxada sinuosa i texturada que esdevé un primer contacte amb els tancaments replegats de fusta de la recepció.
Des de la façana posterior, oberta a sud, es pot contemplar una magnífica panoràmica de la Cerdanya que l'autor va aprofitar per la instal·lació del menjador de l'hotel, molt reeixit tant per la seva situació com per la decoració, a nivell formal i de tonalitats plàstiques.
Pel costat est, l'edifici està conformat en voladís en forma de dents de serra, a fi de donar una millor visió a les habitacions. L'absència d'una quarta façana, en mitgera, fa necessària la ventilació i la il·luminació.
Sobre l'espai interior podem apreciar una densitat distributiva a les plantes d'habitacions; s'organitzen formant tres bandes longitudinals i tranversals. En canvi, a la planta baixa, s'estintolen els murs de càrrega en un conjunt de columnes que creen una planta molt més lliure on s'ubiquen els espais i serveis comuns. La diversitat de materials, acabats, textures i colors genera una multiplicitat de sensacions a l'hora de percebre l'espai. La fusta, per exemple, es desmarca de l'organització ortogonal i trenca l'esquema compositiu i organitzatiu.
Sostres buscà sintetitzar allò nou i vell, la modernitat i el contextualisme; un dels principis del grup R.

## Història
L'Hotel Maria Victòria va suposar un punt d'inflexió en la trajectòria de l'arquitecte sostres. Va ser el moment en què tancà una etapa intuïtiva i empírica, exemples de la qual són l'Hotel del Montseny o la Casa Cusí, per encetar-ne una altra on primarà l'exigència conceptual.